# Hilara biseta
Hilara biseta är en tvåvingeart som beskrevs av Collin 1927. Hilara biseta ingår i släktet Hilara och familjen dansflugor. Arten har ej påträffats i Sverige. Inga underarter finns listade i Catalogue of Life.